# Pethia tiantian
Pethia tiantian е вид лъчеперка от семейство Шаранови (Cyprinidae). Видът е почти застрашен от изчезване.